# 佟沟街道
佟沟街道，是中华人民共和国辽宁省沈阳市苏家屯区下辖的一个乡镇级行政单位。

## 行政区划
佟沟街道下辖以下地区：
胜利村、佟沟村、苏沟村和刘后地村。